# オートミール
| 項目                     | 分量 (g) |
| ------------------------ | -------- |
| 脂肪                     | 8        |
| 飽和脂肪酸               | 1.37     |
| 一価不飽和脂肪酸         | 2.57     |
| 16:1（パルミトレイン酸） | 0.02     |
| 18:1（オレイン酸）       | 2.44     |
| 22:1                     | 0.05     |
| 多価不飽和脂肪酸         | 2.47     |
| 18:2（リノール酸）       | 2.35     |
| 18:3（α-リノレン酸）     | 0.1      |
| 20:4（未同定）           | 0.01     |

オートミール（英語: oatmeal）とは、エンバク（燕麦、オート麦）を脱穀して調理しやすく加工したものである。
アングロアメリカでは燕麦を押し潰すかカットした加工品をオートミールと呼ぶ。また、粥状に調理したものを指す。それ以外の英語圏では燕麦を挽いた粉製品を意味する。
オートミールは加工の仕方によって種類があり、粒をそのまま残した「トラディショナル」、ひきわりの「クイッククッキング」、そしてさらに細かい「インスタント」に分かれる。
その他、既にパウダー状に加工されたオートミールパウダーがある。

## 概要
全粒穀物であるため栄養が豊富である。水や牛乳・豆乳などで煮て粥状にして食べる。このほか、料理の副材料や化粧品などの非食品の添加物として追加されることもある。完全に乾燥した状態から、軽く煮るだけで粥状になり、食べることができるので、朝食用のシリアルに用いられることも多い。
粥状にして食べる場合は、好みで塩・砂糖・バター・ジャムなどを加える。中華粥のように味をつけたり、具を混ぜ込んで調理することもある。塩だけで調味する場合は、粘り気のある白粥のような味であるので、朝食に焼いたソーセージなどと一緒に食べられることが多い。
日本では2019年頃よりお湯を入れる調理法ではなく、前日夜に牛乳や豆乳などに浸すオーバーナイトオーツの人気が高まった。
オートミールに、砂糖や蜂蜜などの甘味料と植物油をからめてオーブンで焼けば、グラノーラができる。オートミールを水または牛乳でふやかし、果物やナッツを混ぜたシリアル食品がミューズリーである。
菓子の材料として、パン、クッキーやケーキの生地に混ぜ込まれることも多く、オートミールが配合された生地は、しっとりとして歯ごたえのある食感を有する。オートミール・クッキーやオートミール・マフィンは、代表的なアメリカの「おふくろの味」の一つである。
オートミールから、特に水溶性食物繊維に富む外皮のみを取り出したものを「オートブラン」(oat bran) といい、アメリカなどでは水溶性食物繊維の王様としてよくスーパーマーケットなどで販売されており、オートミールも含め生産消費も旺盛であることから、日本より遥かに安価である。

## 主な調理方法
東欧や北欧などヨーロッパの寒冷な地方では、古くからオートミールのポリッジが平民の主食とされた。たとえば、東欧の家庭的な粥料理であるカーシャはしばしばオートミールで作られる。
ポリッジ(porridge)
現在では調理時間の短縮のために、押し燕麦やつぶし燕麦、その他のインスタントオートミールが、利用されることも多い。伝統的な料理法に比べると味や食感に劣る。または、オートミールにお湯を注ぎ、電子レンジで柔らかくして、お粥状にし、好みの食材でアレンジすることも行われる。
伝統的なオートミール・ポリッジの料理法
1. 1人あたり1/2パイント（約284ml）の水を鍋に入れて中火にかける。塩はいつ入れてもよい。
2. 鍋を、木べらまたはスパートルという木の棒で時計回りにかき混ぜながら、中挽きのオートミールを一人あたり手のひらに1、2杯ずつ加える。
3. ポリッジが粥状になるまでかき混ぜ続け、粥状に煮えたら火力を最弱にして、もう10分置く。

また、粗挽きのオートミールを塩水に一晩浸けてから、翌朝火にかけて粥状になるまで弱火で煮ることも多い。
ポリッジを小さめの器に盛り、冷たい乳を入れたカップを添え（アウターヘブリディーズ諸島式）、熱いポリッジをスプーンに半分ほどすくい、乳にひたして食べる。スコットランド本土ではポリッジは立って食べるべきであるという伝統があるため、上記のように乳に1さじずつ浸して食べるのが難しくなる。
グルーエル (gruel)
オートミールを冷水と混ぜて濾し、加熱した重湯。幼児食や病人食とする。
ブローズ (brose)
未調理のオートミールをバターまたはクリームと混ぜ、ポリッジのようにして食べる。
- パン、バノック、オートケーキなどの材料。残ったオートミール・ポリッジに小麦粉を加えて捏ね、パンを作ることもある。
- カボックチーズの表面にまぶす。
- 家禽のローストの詰め物

### スコットランド
スコットランドの冷涼な気候と比較的短い日照時間は小麦よりも燕麦の栽培に適している。当地では燕麦は小麦よりも健康的で栄養価が高いと広く考えられており、燕麦を粗い粉に挽いてオートミールが作られる。製品の挽き具合は、「粗挽き」(coarse)、「ピン」または「ピンヘッド」(Pin (head))、「細挽き」(Fine) に分けられる。
- スコットランド料理「スカーリー（英語版）」やチップショップの「ミーリープディング」(mealy pudding) の主な材料
- 羊の血、塩、胡椒と混ぜてハイランド・ブラックプディング（ブラッドソーセージ）を作る。
- アウターヘブリディーズ諸島では、オートミールを脂肪、水、玉葱、調味料と混ぜて羊の腸に詰めて茹でたホワイトプディングの一種、「マラグ・ギール」を作り、スライスして朝食の卵料理に添える。

アイルランドでも、オートケーキやブラックプディングを作る習慣がある。

### アメリカ合衆国
オートミールは以下の種類に分けられている。
インスタント・オートミールお湯を注ぐだけでポリッジ（粥）になるようにアルファ化加工したもの。子供用に甘味や果物の風味などをつけ、ビタミン類を添加した商品も販売されている。
ロールド・オーツ
燕麦を蒸した後ローラーでつぶして押麦状にしたもの。ロールドオーツを細かく砕いた商品は日本では「クイックオーツ」として売られている。
スティール・カット・オーツ
燕麦の1粒を2つから3つにカットしたもの。ロールド・オーツよりも調理に時間がかかる。玄米に近い。全粒穀物の一種。
オートミールのポリッジは、子供向け教育番組『セサミストリート』に登場するバートの好物である。
当地では、チリコンカーンにとろみをつけるのにオートミールを用いることがある。オハイオ州シンシナティとその周辺では、オートミールと豚の挽肉を混ぜたゲッタという食品がよく知られている。

#### バーモント州
バーモント州は、一人あたりのオートミール（ポリッジ）の消費量が全米一である。バーモント州の農家の伝統にもとづいたオートミールは、スティール・カット・オーツを用いることがほとんどである。オートミールを煮る前の晩に、オートミールを冷水、塩、メープルシロップに浸けてふやかしておく。朝の農作業が始まる前にナツメグとシナモンを加えて（ショウガの粉末を加えることもある）とろ火にかけ、90分近く煮込む。農作業が一段落したところでクリーム、乳、バターを加えて食べた。農業人口が大幅に減少した現在では、調理時間は30分から10分に短縮されている。また、低温調理用家電のスロークッカーを使ってオートミールを一晩中煮込むこともある。

#### テキサス州
テキサス州バートラム市の近くにはオートミールという名の小さな町があったため、毎年の「労働者の日」（9月の第1月曜）の週末にオートミール祭りが催される。

## 歴史
明治時代にエンバクが栽培され始めた当初は馬の餌だったが、技術の進歩により、1920年代には北海道にある日本食品製造が日本で初めて人間用のオートミールを製品化した。だが、日本ではコメが一般的であり、オートミールそのものは広まらなかった。
それでも、昭和天皇の洋食タイプの朝食にはいつも供されており、映画『日本のいちばん長い日』によると、1945年8月15日の朝食もオートミールであり、思いのほか質素な食事であると作中で言及されている。

### 健康食品としてのオートミール
近年、オートミールは健康食品として注目されている。
オートミールは燕麦の糠（胚芽など）の部分が無精製で含まれる全粒穀物であるため、精白した穀類よりも食物繊維やビタミン、ミネラルが豊富である。食物繊維が食品100g中10g前後と、他の穀物や野菜と比べても非常に豊富に含まれる。水溶性食物繊維、不溶性食物繊維ともに豊富である。オートミールを食べることによって血中コレステロール濃度が低くなるという研究結果が数多く報告されている。エンバクの水溶性食物繊維の大部分はβグルカンである。エンバク由来のβグルカンについて血中コレステロール値上昇抑制作用、血糖値上昇抑制作用、血圧低下作用、排便促進作用、免疫機能調節作用(鼻炎などの体質改善にも効果があった事例がある)などが欧米を中心に多数報告されている。また、燕麦に含まれるβ1,3-グルカンは心臓病を発症するリスクを低くする。
アメリカ合衆国では、1980年に食生活指針が策定された前後で、健康への関心が高まっていた。
1984年10月にケロッグがアメリカ国立癌研究所 (NCI) に認定を受け自社製品に食物繊維の多い食品はある種のがんを予防すると表示した。その後、他のメーカーもこれに追従し、このような表示が氾濫していった。結果として、食物繊維を多く含むシリアル食品を食べる家庭を200万世帯増やした。
1980年代後半、オートブランがコレステロール値を改善するとしてブームになり、1989年にピークを迎えた。ブームは1990年代初めには衰えたが、1997年1月にアメリカ食品医薬品局がオートブランやロールドオーツ（後述）を多く含む食品を低脂肪の食事と組み合わせて摂取すれば心臓病にかかる危険が低くなるという表示をつけることを許可した後、オートミールその他の燕麦製品の人気が再燃した。ロールドオーツは、食物繊維を多く含むため消化吸収を緩やかにし血糖値を安定させるはたらきを持つため、激しい運動をする人、特にウエイトトレーニングをしている人に人気がある。ボディビルダーの中には、アミノ酸や蛋白質のサプリメントをオートミールに混ぜて摂取する人が少なくない。

### コロナ禍とオートミール
2020年のコロナウイルスの流行に伴う緊急事態宣言が発令された際、SNS上でオートミールが品切れになるという報告が相次いだ。宣言解除後もAmazon.comの「シリアル売れ筋ランキング」の上位にはオートミールに関連した商品がランクインしていた。
インターネット上では、パンケーキなどの洋食から雑炊などの和食に至るまで、様々な調理方法が編み出されており、ついにはレシピ投稿サイト「クックパッド」の「食トレンド大賞2020」の一つに選ばれた。また、メーカー側がレシピを公開することもあった。
フォーブス・ジャパンの大竹初奈と石塚有紗は、巣ごもり生活の長期化によって健康意識が高まり、インフルエンサーが健康を保つためにオートミールを食事に取り入れていたことが人気の理由だと考えている。また2人は、自粛期間中にお菓子作りが流行したことによって小麦粉などが売り切れたことも、オートミールの人気につながったと考えている。朝日新聞の藤波優も、日本食品製造の担当者の話として、新型コロナウイルスの流行で健康に対する意識が高まったことやアレンジのしやすさが人気につながったとしている。
フードコンサルタントの小倉明子は仙台放送の取材の中で、様々なレシピにアレンジできる汎用性だけでなく、保存が効くこともオートミールの人気につながったと推測している。
一方、金融ジャーナリストの伊藤歩は、NHK『あさイチ』などのテレビ番組で取り上げられたことが原因でオートミールの売れ行きが伸びたと分析している。調査会社のインテージホールディングスがスーパーマーケットやコンビニエンスストア、ドラッグストアなど全国6000店舗の2021年1月～10月の販売データを集計し、前年からの販売金額の伸び率を基に公表された2021年の「売れたものランキング」では首位となり、伸び率は前年度に比べ2.9倍であった。
2023年は外出制限が緩和されたことに伴い、オートミールの売れ行きは落ちたものの、コロナ前に比べると売り上げは伸びていることから、人々の食生活に定着したと分析する声もあった。

## ギャラリー

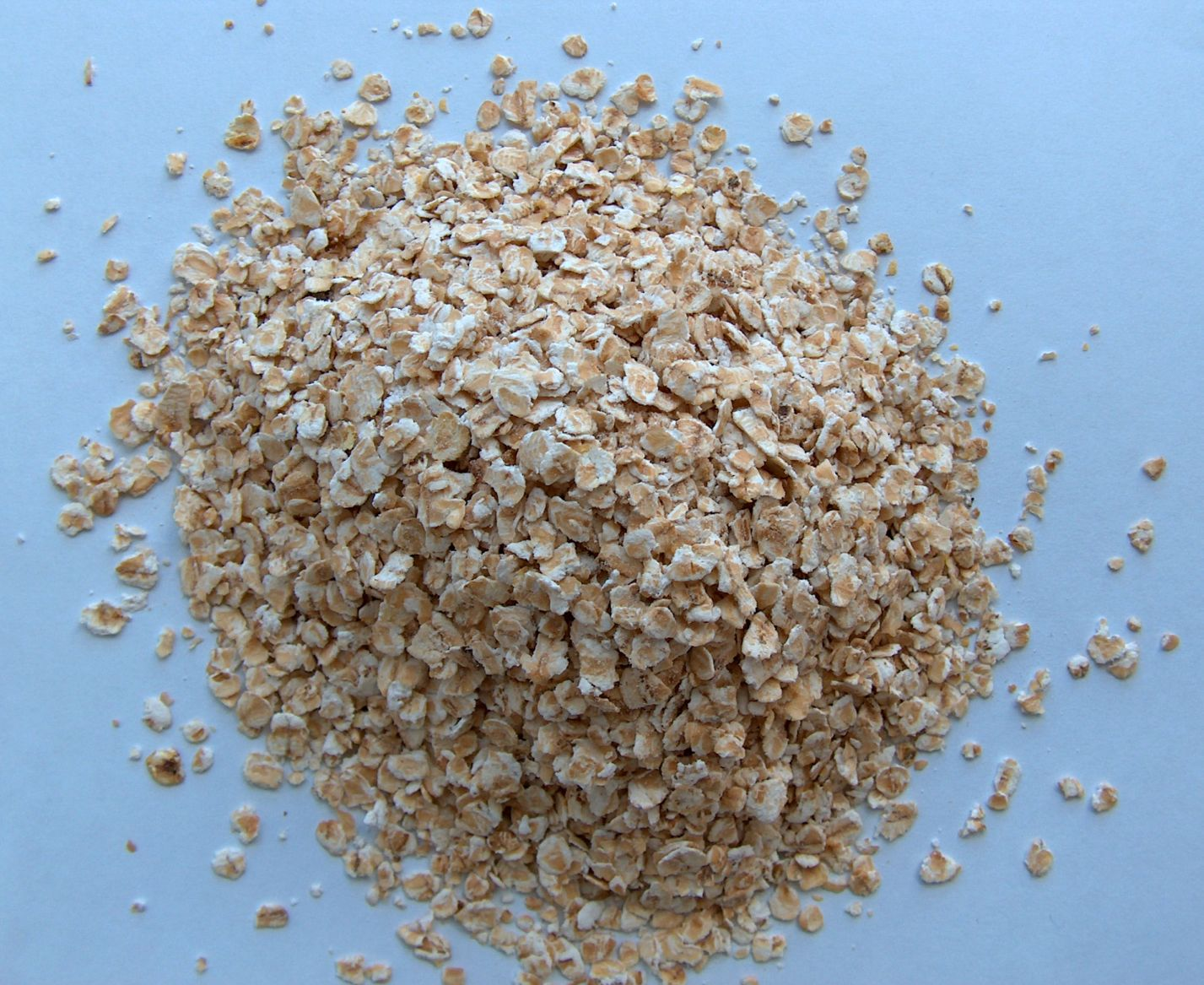
オートミール
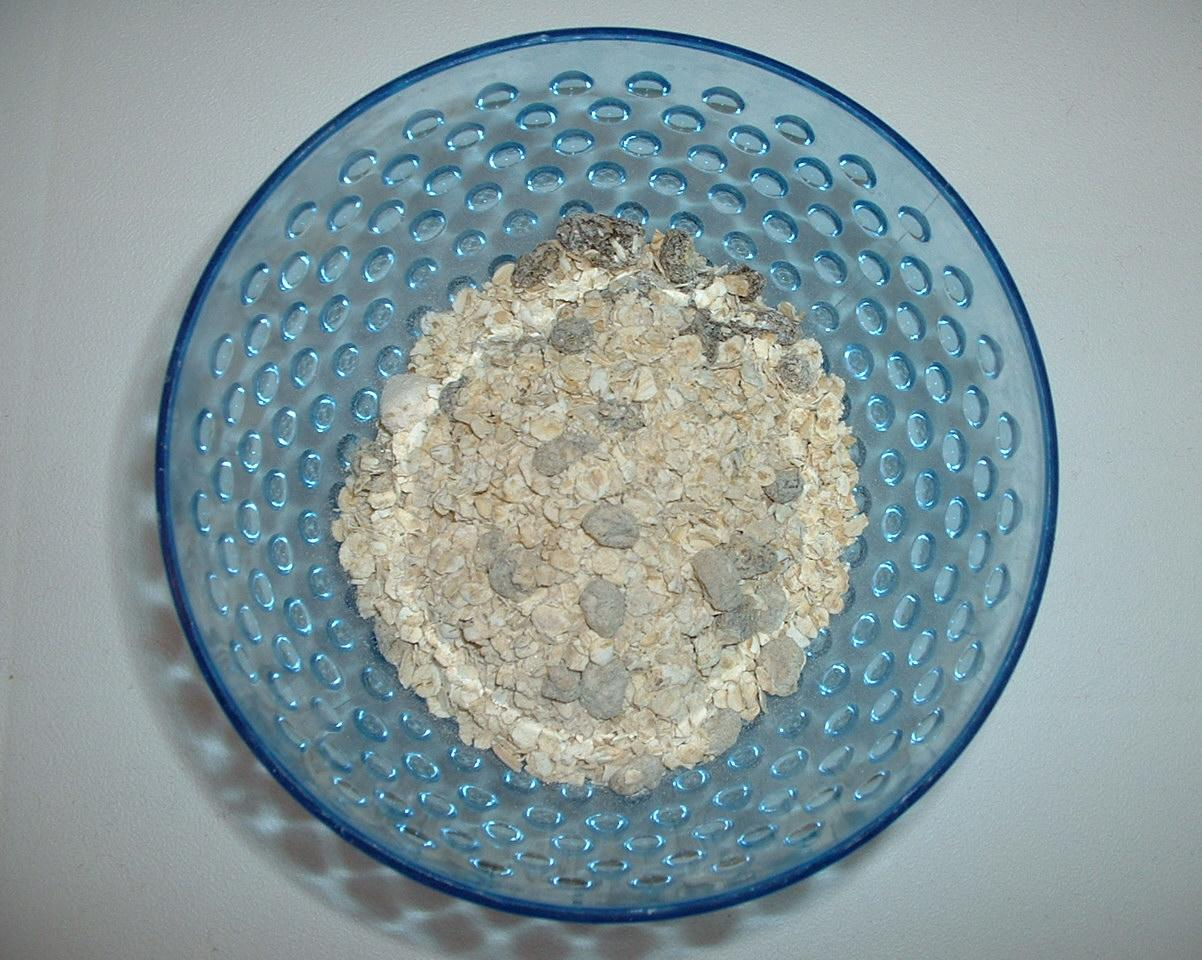
オートミールとレーズン（調理前）
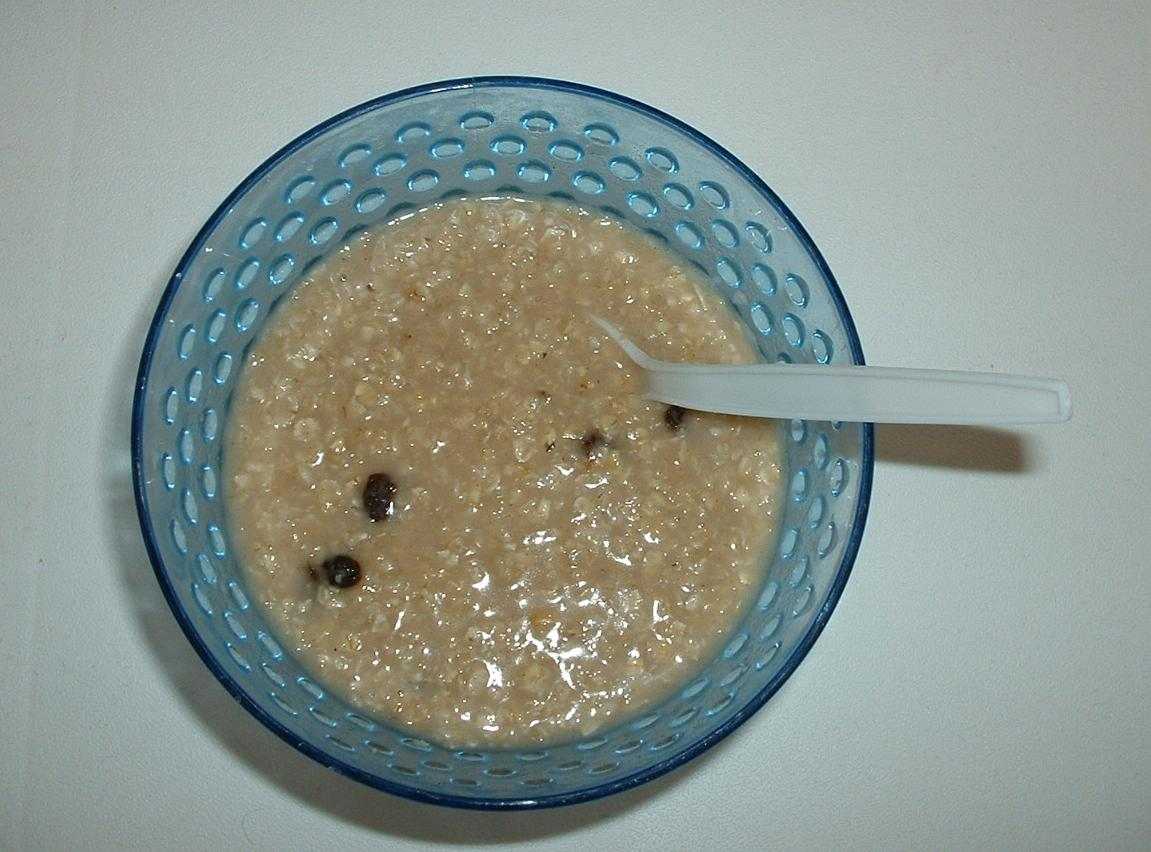
レーズン入りオートミール（調理後）
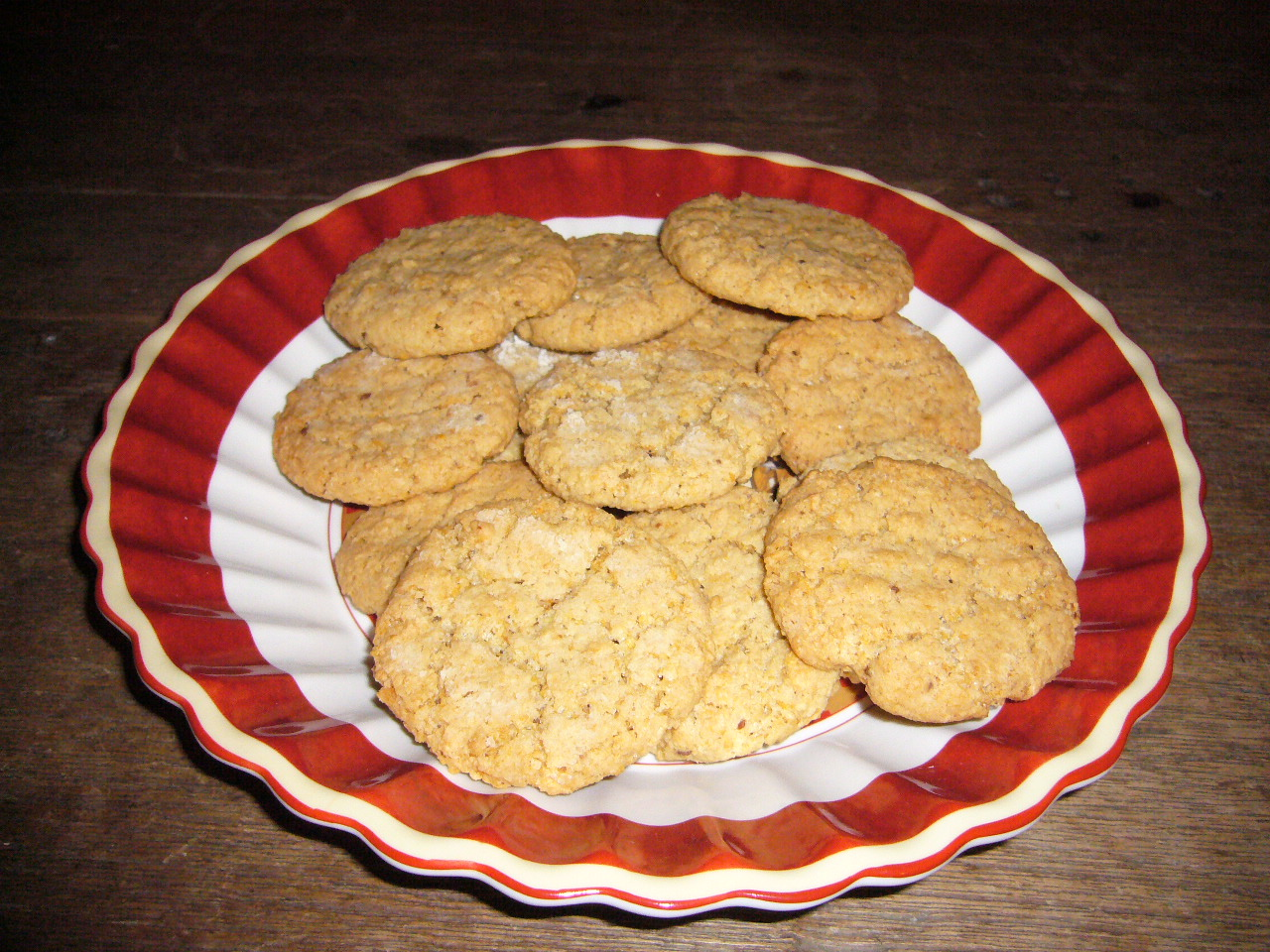
オートミールのクッキー
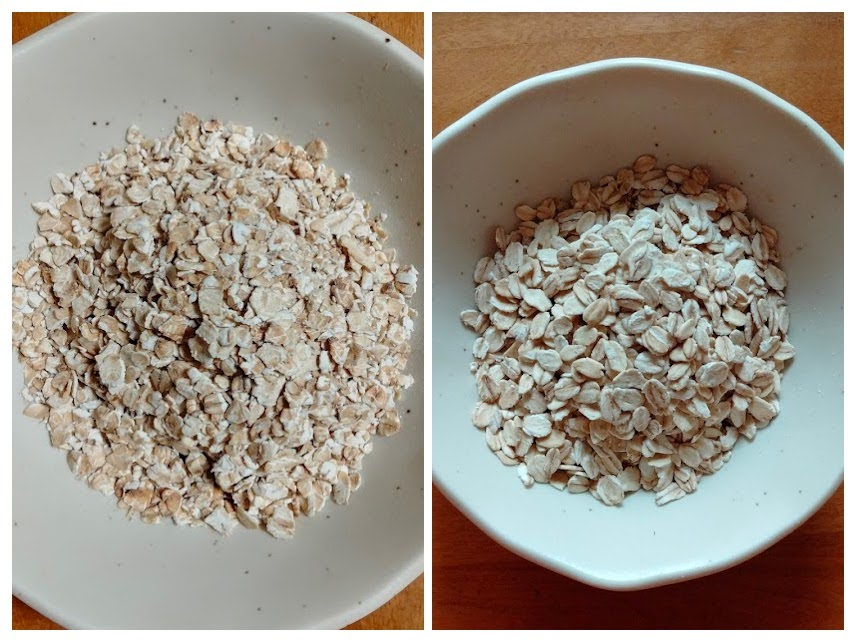
クイックオーツ（左、ロールドオーツを細かく砕いた商品）、ロールドオーツ（右）